# Barleria macraei
Barleria macraei är en akantusväxtart som beskrevs av George Arnott Walker Arnott. Barleria macraei ingår i släktet Barleria och familjen akantusväxter. Inga underarter finns listade i Catalogue of Life.